# Río Somiedo
El río Somiedo es un río del norte de la península ibérica que discrre por Asturias, España. 

## Curso
Con una longitud de unos 23,7 km, nace en la vertiente asturiana del Puerto de Somiedo, en el concejo homónimo y desemboca en la localidad de Aguasmestas, en el límite con el concejo de Belmonte de Miranda, vertiendo sus aguas al río Pigüeña, constituyendo, por la derecha, su principal afluente.
A lo largo de su recorrido, recibe las aguas de pequeños arroyos, siendo sus afluentes más importantes el río del Valle y el río Saliencia, ambos por la derecha. Caunedo, Gúa y Pola de Somiedo son algunas de las poblaciones más importantes que atraviesa el río Somiedo.

## Infraestructuras
En su curso se han instalado dos infraestructuras destinadas a la generación de energía eléctrica: la central hidroeléctrica de La Malva, y la de La Riera. Además, desde esta última, parte la canalización subterránea que conduce a la central de Miranda, situada en el concejo de Belmonte de Miranda.